# Zeribet El Oued
Zeribet El Oued là một đô thị thuộc tỉnh Biskra, Algérie. Dân số thời điểm năm 2002 là 16.379 người.